# توم شانون
توم شانون (بالإنجليزية: Tom Shannon)‏ هو سياسي أسترالي، ولد في 9 ديسمبر 1884 في أستراليا، وتوفي في 9 يونيو 1954 في سيدني في أستراليا. حزبياً، نشط في حزب العمال الأسترالي. وقد انتخب عضو الجمعية التشريعية نيو ساوث ويلز.